# Лајт Оук (Северна Каролина)
Лајт Оук (енгл. Light Oak) насељено је место без административног статуса у америчкој савезној држави Северна Каролина.

## Демографија
По попису из 2010. године број становника је 691, што је 88 (-11,3%) становника мање него 2000. године.
| Група             | 2000.       | 2010.       |
| Белци             | 132 (16,9%) | 170 (24,6%) |
| Афроамериканци    | 640 (82,2%) | 506 (73,2%) |
| Азијати           | 4 (0,5%)    | 0 (0,0%)    |
| Хиспаноамериканци | 0 (0,0%)    | 13 (1,9%)   |
| Укупно            | 779         | 691         |